# Kreis Schönebeck
| Basisdaten                               | Basisdaten                 |
| ---------------------------------------- | -------------------------- |
| Bezirk der DDR                           | Magdeburg                  |
| Kreisstadt                               | Schönebeck                 |
| Fläche:                                  | 434 km² (1989)             |
| Einwohner:                               | 85.194 (1989)              |
| Bevölkerungsdichte:                      | 196 Einwohner/km² (1989)   |
| Kfz-Kennzeichen:                         | H und M (Bezirk Magdeburg) |
| Bezirk Kreis Schönebeck                  |                            |
| Der Kreis Schönebeck im Bezirk Magdeburg |                            |

Der Kreis Schönebeck war ein Landkreis im Bezirk Magdeburg der DDR. Ab 1990 bestand er als Landkreis Schönebeck im Land Sachsen-Anhalt fort. Sein Gebiet liegt heute im Salzlandkreis in Sachsen-Anhalt. Der Sitz der Kreisverwaltung befand sich in Schönebeck.

## Geographie
Der Kreis lag in der Magdeburger Börde südlich von Magdeburg an der Elbe und der Saale. Er grenzte im Uhrzeigersinn im Norden beginnend an die Kreise Burg, Zerbst, Köthen, Bernburg, Staßfurt und Wanzleben sowie an den Stadtkreis Magdeburg.

## Geschichte
Am 1. Juli 1950 kam es in der DDR zu einer ersten Kreisreform. Im damaligen Land Sachsen-Anhalt wurde aus der bis dahin kreisfreien Stadt Schönebeck und dem Landkreis Calbe der neue Landkreis Schönebeck gebildet. Am 25. Juli 1952 kam es zu einer weiteren Kreisreform, bei der unter anderem die Länder in der DDR aufgelöst wurden und durch Bezirke ersetzt wurden. Der Landkreis Schönebeck gab mehrere Gemeinden an die neuen Kreise Bernburg, Köthen und Staßfurt ab. Aus dem größten Teil des Landkreises wurde zusammen mit einigen Gemeinden der alten Landkreise Burg und Bernburg der Kreis Schönebeck gebildet. Der Kreis wurde dem neugebildeten Bezirk Magdeburg zugeordnet.
Am 17. Mai 1990 wurde der Kreis in Landkreis Schönebeck umbenannt. Anlässlich der Wiedervereinigung der beiden deutschen Staaten wurde der Landkreis 1990 dem wiedergegründeten Land Sachsen-Anhalt zugesprochen. Bei der zweiten Kreisreform in Sachsen-Anhalt, die am 1. Juli 2007 in Kraft trat, ging er im heutigen Salzlandkreis auf.

## Einwohnerentwicklung
| Jahr      | 1960   | 1971   | 1981   | 1989   |
| Einwohner | 98.159 | 95.147 | 87.507 | 85.194 |

## Städte und Gemeinden
Nach der Verwaltungsreform von 1952 gehörten dem Kreis Schönebeck die folgenden Städte und Gemeinden an:
| - Barby a./E., Stadt - Biere - Breitenhagen - Brumby - Calbe a./S., Stadt - Calenberge 1 - Eggersdorf - Eickendorf | - Glinde - Glöthe - Gnadau - Großmühlingen - Groß Rosenburg - Kleinmühlingen - Klein Rosenburg 2 - Lödderitz | - Pechau - Plötzky - Pömmelte - Pretzien - Randau 1 - Ranies - Sachsendorf - Schönebeck, Stadt | - Schwarz - Tornitz - Trabitz - Welsleben - Wespen - Zens - Zuchau |

## Wirtschaft
Neben der Landwirtschaft, die durch die Fruchtbarkeit der Magdeburger Börde begünstigt wurde, existierten im Kreis unter anderem die folgenden wichtigen Industriebetriebe:
- VEB IFA Traktorenwerk Schönebeck
- VEB Brauerei und Malzfabrik Schönebeck
- VEB Förderanlagen Calbe
- VEB Niederschachtofenwerk Calbe
- VEB Metallleichtbaukombinat, Werk Calbe
- VEB Gelatinewerk Calbe

## Verkehr
Für den überregionalen Straßenverkehr wurde das Kreisgebiet durch die von Magdeburg Richtung Halle führende F 71 sowie durch die F 246a erschlossen, die über die  Schönebecker Elbebrücke führte. Die nächstgelegene Autobahn war die Autobahn Marienborn–Berliner Ring, die nördlich am Kreisgebiet vorbeiführte.
Dem Eisenbahnverkehr diente hauptsächlich die durch Schönebeck und Calbe führende Strecke Magdeburg–Leipzig, über die auch eine S-Bahn-Verbindung nach Magdeburg bestand. In Ost-West-Richtung durchquerte die Berlin-Blankenheimer Eisenbahn den Kreis, die die Elbe über eine Brücke bei Barby querte. Im Kreis existierte außerdem die Nebenbahn Schönebeck–Blumenberg.

## Kfz-Kennzeichen
Den Kraftfahrzeugen (mit Ausnahme der Motorräder) und Anhängern wurden von etwa 1974 bis Ende 1990 dreibuchstabige Unterscheidungszeichen, die mit den Buchstabenpaaren HO, HP und MO begannen, zugewiesen. Die letzte für Motorräder genutzte Kennzeichenserie war HX 30-01 bis HX 60-00.
Anfang 1991 erhielt der Landkreis das Unterscheidungszeichen SBK.